# 希爾夫婦被外星人綁架事件

據稱希爾夫婦在太空船上看到星圖事後比對，表示外星人來自39光年外的網罟座ζ星

巴尼·希爾及貝蒂·希爾（Barney and Betty Hill），是一對美國夫婦，公開聲稱在1961年9月19日至20日之間在新罕布夏州遭到外星生物綁架。這起事件也是第一次廣為人知的外星人绑架事件。

## 背景
希尔一家生活在新罕布什尔州的朴次茅斯。巴尼·希尔（1922年7月20日—1969年2月25日）是美国邮政的员工，而他的妻子贝蒂（1919年6月28日—2004年10月23日）则是一名社会工作者。贝蒂也是全国有色人种促进会（National Association for the Advancement of Colored People）的一名社团领袖。

## 旅途
希爾夫婦表示1961年9月19日晚上，他们從度假的加拿大尼亚加拉大瀑布驱车返家。据其回忆，在10点15分到达兰开斯特南部时，天空中突然出现一道亮光。丈夫巴尼最先注意到月亮附近出现一道亮光，他随后告知妻子贝蒂。起初他们以为那是颗星星，但随后他们发现那道亮光在移动；巴尼试图让自己认为那道亮光不过是颗卫星或者一架飞机，可是这个物体的外观却不像那些已知物體。贝蒂的一个姐姐曾在几年前见过一个UFO，这使其确信空中的亮光不同寻常。于是他们停下车，放出飼養的狗让牠自由活动，自己则下车用双筒望远镜观察該不明飛行物一陣子。
之後，他们將車子开到南边一条运送木材專用的冷僻道路上，那个不明物体看來顯得更加巨大，並不时向西移动再返回。巴尼再一次停下车，用望远镜观察，现在他已经能看到該不明飛行物碟子般的外形，以及从上面一排排窗户发出的彩色灯光，他甚至还能看到窗前的人影。巴尼對此情景感到害怕并躲回车内，隨即发车迅速駛離。之后的路上，夫妻倆沒再见到該不明发光物体，却似乎总是听到一阵不明嗡嗡声伴随着他们。兩人不久後便感到意识模糊並陷入昏迷，等他們清醒後已经过了两小时。希爾夫婦回到家时，发现巴尼的鞋子出现不明破损，而贝蒂的裙子也有經過撕扯的痕迹，他们的车上还出现一些難以解释的痕迹。
21日，希爾夫婦向附近一个空军基地报告自己的所见所闻。据一个不确切的来源称，空军基地的雷达也曾在20号探测到未知物体。

## 贝蒂的梦
在这起事件之后不久，贝蒂接连几天做了关于他们这次经历的噩梦。在梦中，她和巴尼被外星人抓進飞行器内检查。贝蒂将這個惡梦写下来並告诉巴尼，她在之后几天前往当地图书馆阅读一些有关UFO的书籍。通过这些书籍所附的地址，她将其经历以信件的形式寄给国家大气现象调查委员会（National Investigations Committee  On Aerial Phenomena,NICAP），後來一名名为瓦尔特·韦伯的工作人员前去采访希爾夫婦。韦伯在几小时的访谈中发现希尔夫妇無法描述他们在那失去意識的两小时内的遭遇，他回去后向NICAP撰寫繳交了一篇长篇报告。
第二年，巴尼的高血压和溃疡复发，医生告诉他这主要是由精神问题引起。于是在1963年12月14日，希爾夫婦前往拜访波士顿著名的精神病医师本杰明·西蒙（Benjamin Simon）。西蒙对希爾夫婦进行催眠，夫妻兩人在過程中回忆自己在那昏迷的两小时内被劫持到外星飞船上。不过在巴尼的记忆中，由于恐惧和愤怒，大多数时间里他都闭着眼睛。为了研究，夫妇二人被分别带往不同的房间。在兩人的描述中，这些外星人同罗斯威尔飞碟坠毁事件中的小灰人外观差不多，同样是类似人类的双手双脚，但眼睛更大，鼻子和嘴比人类小。此外，二人回忆起一些关于他们遭遇的细节，诸如外星人对他们做了什么检查。更重要的是，据贝蒂回忆，外星人首领向她展示一幅星图，这份星图包含其所在星球的信息。在催眠状态下，贝蒂将这幅星图画了出来。經過催眠治疗后，希尔夫妇的精神狀態逐渐恢复正常，二人的经历也通过各种途径为大众所知，如1966年的畅销书《被打断的旅途》以及1975年NBC播出的電視電影《不明飛行物事件》（The UFO Incident）。

## 星圖分析
1968年，一位名为玛乔丽·费雪的俄亥俄州教师和业余天文学家，在阅读了二人的经历后对那份星图产生了兴趣。費雪以懸吊小珠子的方式來呈現太陽附近恆星的立體化分布，以研究希爾夫婦描述的外星人可能來自哪個恆星的系統。她在 1969 年比對新版的格利澤近星星表之後，认为这份星图代表的是39光年之外的網罟座ζ星。雜誌《天文學》開放討論這項研究結果，引來天文學家卡爾·薩根的回應，他認為這份星圖不過是一些隨機排列的點，而統計學家 David Saunders 則認為這些類似太陽的天體以網罟座為中心呈現特殊的排列，在統計上不太可能是隨機排列。

## 質疑論點
雖然这是第一起广为人知的外星人绑架事件，然而之前媒體亦已报道过一些外星人事件。此外，在二人进行催眠治疗之前没几天，电视在播放一档名为《外星界限》（The Outer Limits，台譯《第九空間》）的科幻电视剧，其内容便与外星人有关。而玛乔丽·费雪是在作出一定修改之后，才将贝蒂的星图和实际天体之间連結起来。和貝蒂有過互動的不明飛行物愛好者約翰·奧斯瓦爾德（John Oswald）認為：「她沒有真正看到不明飛行物，但她正在呼喚它們出現。」他們曾有一天晚上一起外出，事後奧斯瓦爾德表示：「希爾夫人無法區分著陸的不明飛行物和路燈。」。
諸多論者對綁架事件進行不同面向的分析和質疑，認為綜合而言，希爾夫婦的經歷缺乏有效實證或證據，無法證明他們的說法，並且完全可以常理解釋此事件。比如在「藍皮書計畫」中對事發當晚空軍雷達兩次偵測到不明飛行物的記錄分析顯示，這兩次記錄與綁架事件無關，而當中的不明飛行物可能只是探空氣球。希爾夫婦對於事件遭遇的表述或催眠狀態下的記憶揭露和回溯反倒很可能植基於事發報導後的兩年間，夫妻有足夠的時間藉由討論共同建構彼此記憶。此外，事件中對於目擊不明飛行物、外星接觸和外星生物形象的描述，很可能受到希爾夫婦對不明飛行物的熱愛、對於接受催眠治療前12天播出的外星科幻影集《外星界限》以及1953年的科幻電影《火星入侵者》（Invaders from Mars）之記憶錯置（流行文化的影響，但貝蒂受訪時堅稱自己從未聽過《外星界限》這部影集）、對當地飛航警示燈塔（Aircraft warning lights）的誤認、貝蒂個人對於不明飛行物的想像力以及將現實和幻想混淆等因素影響。

## 文化影响
- 1966年的书籍《被打断的旅途》
- 1975年的電視電影《不明飛行物事件》（The UFO Incident）
- UFO猎手第一季第三集

## 參閲
- 1973年帕斯卡古拉事件
- 丘比斯·瓦頓綁架案
- 外星人绑架
- 近距離接觸
- 1997年威爾斯外星人綁架事件

## 外部連結
- CSICOP
- Detailed discussions on the incident and the star map （页面存档备份，存于）
- 著名的希尔夫妇被外星人绑架事件Youtube视频，神秘的小新解说 （页面存档备份，存于）